# Krugersdorp
Krugersdorp je hornické město v okrese West Rand v Gautengu v Jihoafrické republice, které bylo založeno v roce 1887 Marthinem Pretoriem. Po objevení zlata ve Witwatersrandu se stalo největším městem, na západě ložiska. Vláda koupila část farmy Paardekraal a pojmenovala město podle prezidenta Transvaalu Paula Krugera. Později bylo město spojeno s okolními sídly do obce Mogale a stalo se místem správy této obce.